# Finale del campionato europeo femminile di calcio 2025
La finale del campionato europeo femminile di calcio 2025 si è tenuta il 27 luglio 2025 allo stadio Sankt Jakob-Park di Basilea tra le nazionali di Inghilterra (vincitrice dell'edizione precedente) e Spagna in una riedizione della finale dei mondiali 2023 e vinta da quest'ultima.
È stata la finale della quattordicesima edizione del campionato europeo femminile di calcio: la competizione è stata vinta dall'Inghilterra, che ha così conquistato il titolo europeo per la seconda volta consecutiva.

## Cammino verso la finale

### Inghilterra
Le inglesi campionesse in carica furono inserite nel gruppo D, insieme a Francia, Paesi Bassi e all'esordiente Galles.
Nella gara di esordio del torneo il 5 luglio le inglesi furono sconfitte dalla Francia che vinse grazie ai gol di Katoto e Baltimore siglati tra il 36' e il 39' minuto di gioco. Il gol di Walsh nel finale non bastò a evitare la sconfitta. L'Inghilterra si riscattò quattro giorni dopo sconfiggendo nettamente i Paesi Bassi per 4-0 con la doppietta di James e le reti di Stanway e Toone. Nella terza e ultima giornata, l'Inghilterra ottenne un'altra netta affermazione nel derby britannico contro il Galles (6-1 il risultato finale) passando il turno come seconda alle spalle della Francia, che vinse il girone a punteggio pieno.
Il 17 luglio, nei quarti di finale, le inglesi andarono sotto di due gol contro la Svezia che si portò in vantaggio con il gol di Asllani dopo appena 2 minuti di gioco e raddoppiò al 25' con Blackstenius. Tuttavia le inglesi, riorganizzatesi nella ripresa, si spinsero in avanti nel finale riuscendo ad agguantare il pareggio nel giro di soli 120 secondi con i gol di Bronze e della subentrata Agyemang, segnati tra il 79' e l'81'. Al 92' la Russo avrebbe avuto la chance di evitare i supplementari, ma sprecò malamente. I tempi supplementari riservarono poche emozioni; nei minuti di recupero la stessa Russo sprecò altre due buone occasioni per due volte sola in area, non trovando la porta. Si arrivò quindi ai rigori e ad aprire la serie è proprio Russo che segnò, riscattando gli errori. Sbagliarono, poi, Angeldal (parato da Hampton), James e Mead (parate di Falk), mentre Zigiotti Olme segnò. Poi, Eriksson centrò il palo ma Falk salì in cattedra e parò ancora su Greenwood. Il momento era delicato e Björn spiazzò la portiera inglese, offrendo il primo match point alle sue compagne. Kelly segnò il suo penalty, poi la stessa Falk andò a battere ma sbagliò. Gelida, parò di nuovo il tiro di Clinton, ma sbagliò anche Jakobsson. Dei primi 12 rigori, solo quattro erano andati a segno: al settimo rigore per la sua nazionale Bronze realizzò a fil di traversa, mentre Holmberg calciò alto. Finì 2-3.
In semifinale a Ginevra contro l'Italia, le inglesi andarono sotto al 33' per via del gol di Bonansea. Nel secondo tempo, l’Inghilterra premette e lasciò tanti spazi ma l’Italia non ne approfittò e all'87' fallì una clamorosa occasione: corner battuto in mezzo, deviò bene Cambiaghi di prima, parò Hampton, sul tap-in arrivò Severini che però depositò tra le braccia della portiera inglese. L'Inghilterra continuò a premere alla ricerca del pareggio che arrivò al sesto dei sette minuti di recupero concessi: su un cross in mezzo, Giuliani respinse male ingannata dal movimento di un'attaccante inglese, la palla arrivò a Agyemang, che col destro insaccò. I tempi supplementari mostrarono un'Italia stanchissima e in difficoltà e un'Inghilterra sempre molto aggressiva che al 116' sfiorò il gol ancora con Agyemang che con un pallonetto centrò la traversa. Quando la sfida pareva ormai dirigersi verso i rigori l'arbitra croata Ivana Martinčić assegna un rigore alle inglesi per un fallo di Severini su Mead: Giuliani parò su Kelly che tuttavia ribadì a rete. L'incontro finì 2-1 con le inglesi che accedettero alla finale per la seconda edizione consecutiva.

### Spagna
L'altra finalista, ovvero la Spagna, fu sorteggiata nel Gruppo B insieme a Italia, Belgio e Portogallo.
La prima gara fu il derby iberico contro il Portogallo, che il 3 luglio a Berna venne sconfitto 5-0; le spagnole passarono in vantaggio dopo appena due minuti con il gol di González e dilagarono prima dell'intervallo con López, Putellas e ancora González. Nel secondo tempo le spagnole amministrarono il netto vantaggio e chiusero la pratica nei minuti di recupero con il gol di Martín-Prieto. Nella seconda giornata le spagnole batterono nettamente anche il Belgio vincendo 6-2 con la doppietta di Putellas e le reti di Paredes, González, Caldentey e Pina con le belghe tuttavia capaci di riagguantare due volte le campionesse del mondo in carica con le reti di Vanhaevermaet e Eurlings. Alla terza e ultima giornata le spagnole sconfissero anche l'Italia per 3-1 con le reti di del Castillo, Guijarro e González che risposero al momentaneo vantaggio delle azzurre siglato da Oliviero. La classifica finale vide la Spagna a punteggio pieno, seguita dalla stessa Italia con 4 punti.
Nei quarti di finale, la Spagna si scontrò con le padroni di casa della Svizzera, uscendone vincitrice grazie alle reti nella ripresa di del Castillo e Pina nonostante due rigori sbagliati rispettivamente da Caldentey all'8' e da Putellas al 90'. In semifinale, la Spagna affrontò la Germania (finalista dell'edizione precedente). Tuttavia la partita si rivelò deludente e con pochissime occasione da gol: la miglior occasione dei tempi regolamentari capitò a Paredes il cui tiro si infranse sul palo. Si resero necessari i tempi supplementari dove a decidere la gara fu la zampata vincente Bonmatí con una conclusione sulla quale Berger - grande protagonista nell'ultima partita contro la Francia, specialmente ai rigori - commise un errore di valutazione, aspettandosi il cross e non ritenendo possibile un tiro da una posizione tanto defilata. La Spagna accedette così alla sua prima finale di un campionato europeo.

### Tabella riassuntiva del percorso
| Pos. | Squadra     | Pt | G | V | N | P | GF | GS | DR  |
| ---- | ----------- | -- | - | - | - | - | -- | -- | --- |
| 1.   | Francia     | 9  | 3 | 3 | 0 | 0 | 11 | 4  | +7  |
| 2.   | Inghilterra | 6  | 3 | 2 | 0 | 1 | 11 | 3  | +8  |
| 3.   | Paesi Bassi | 3  | 3 | 1 | 0 | 2 | 5  | 9  | -4  |
| 4.   | Galles      | 0  | 3 | 0 | 0 | 3 | 2  | 13 | -11 |

| Pos. | Squadra    | Pt | G | V | N | P | GF | GS | DR  |
| ---- | ---------- | -- | - | - | - | - | -- | -- | --- |
| 1.   | Spagna     | 9  | 3 | 3 | 0 | 0 | 14 | 3  | +11 |
| 2.   | Italia     | 4  | 3 | 1 | 1 | 1 | 3  | 4  | -1  |
| 3.   | Belgio     | 3  | 3 | 1 | 0 | 2 | 4  | 8  | -4  |
| 4.   | Portogallo | 1  | 3 | 0 | 1 | 2 | 2  | 8  | -6  |

## Descrizione della partita

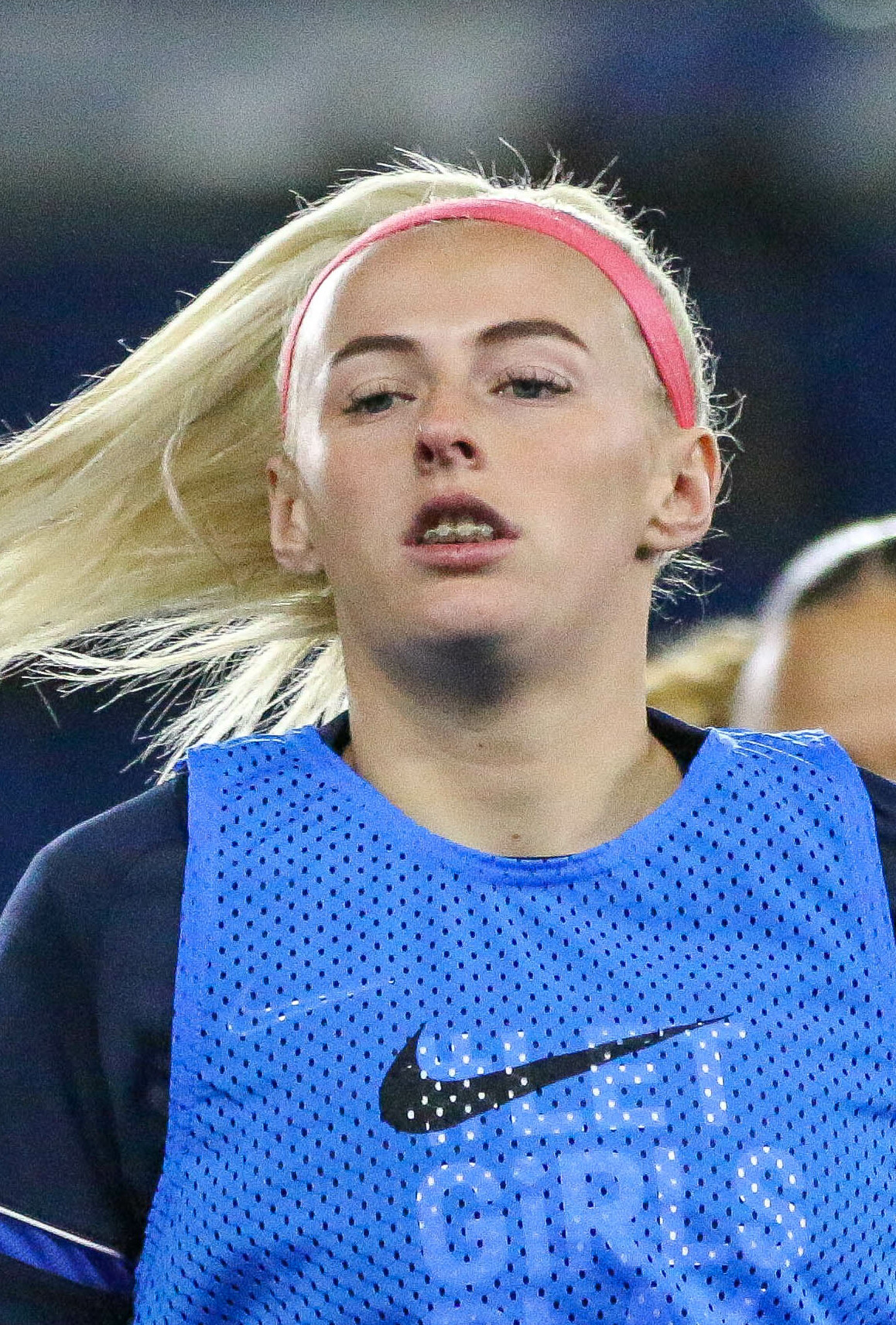
Chloe Kelly, autrice del rigore decisivo per il trionfo dell'Inghilterra ai calci di rigore.

La Spagna iniziò la partita mantenendo il possesso palla e nei primi minuti arriva un tiro di González parato dalla portiera inglese Hampton; l'Inghilterra rispose rapidamente e la Russo costrinse la portiera spagnola Coll a una gran parata. Il tentativo di contropiede della Spagna vide Putellas mettere palla indietro e fuori dal campo; dopo una serie di rimesse laterali Putellas andò al tiro, ma Hampton nuovamente respinse con sicurezza. La Spagna riuscì a tenere palla alta dentro e intorno all'area inglese, ma l'Inghilterra si difese a zona. L'Inghilterra conquistò il possesso palla James non riuscì a capitalizzare l'occasione creata; il possesso divenne poi più equilibrato. Dal quindicesimo minuto la partita vide continui capovolgimenti di fronte; l'Inghilterra ebbe successivamente una buona occasione, con Hemp che costrinse Coll a una bella parata. La Spagna conquistò palla su azione d'angolo e giocò un calcio complesso prima che Caldentey la mandasse in area: pochi minuti dopo, al 25' minuto, Caldentey evita la difenditrice inglese Bronze in area e segna di testa su cross di Batlle portando in vantaggio la Spagna. L'Inghilterra ha subito tentato una reazione, ma Walsh calciò di poco a lato.
La Spagna giocò con sicurezza e attaccando ripetutamente, ma l'Inghilterra continuò a bloccare i suoi tentativi di entrare in area di rigore. Walsh servì poi un buon pallone in area per Russo che venne battuta sul tempo dalle difenditrici spagnole. La Spagna mentenne il possesso palla per i successivi dieci minuti senza tuttavia creare pericoli per l'Inghilterra. Al 41' minuto James, che era stata sostituita nella semifinale contro l'Italia a causa di un infortunio alla caviglia, dovette abbandonare il campo sostituita da Kelly. In quel momento la centrocampista spagnola Bonmatí sfruttò lo spazio per avanzare sulla fascia e crossò per González che tirò largo. Nell'ultimo minuto del primo tempo l'Inghilterra riuscì a conquistare il possesso palla e a effettuare attacchi continui, con Kelly che però tirò molto largo.
All'inizio del secondo tempo González ricevette palla (seppur in netto fuorigioco) e la passò a Caldentey, il cui tiro finì molto lontano dalla porta. L'attaccante spagnola del Castillo trovò poi spazio sulla fascia per servire Bonmatí, il cui tiro fu respinto da Hampton; l'Inghilterra tentò di rimontare e reclamò un rigore per un fallo di mano della difenditrice spagnola Aleixandri in area di rigore dopo un rimbalzo del pallone. L'Inghilterra mantenne il possesso palla ma, su un calcio di punizione, finì per rientrare nella propria metà campo; la Spagna premette per creare occasioni, ma Putellas tirò a lato. Con la palla di nuovo in possesso l'Inghilterra la giocò con precisione: Walsh lanciò con forza verso Stanway la quale la servì per Kelly che a sua volta crossò per la Russo che di testa segnò l'1-1. La Spagna tentò di riportarsi in vantaggio e si contendeva il pallone, e Bronze ricevette un cartellino giallo dopo un tentativo di riconquistare il pallone; sul conseguente calcio di punizione, Paredes colpiva di testa direttamente verso Hampton.
La Spagna continuò a giocare in avanti ma venne bloccata dalla strenua difesa di Carter; quando l'Inghilterra riprendeva il possesso palla e aumentava lo slancio, il tentativo di passaggio di Kelly ad Alex Greenwood si interruppe. Il gioco tornava a essere a due facce, con giocate interessanti da entrambe le squadre. Dopo che Batlle della Spagna era stata respinta da una parte, Walsh dell'Inghilterra prendeva palla e giocava un passaggio lungo – paragonato dal The Guardian al suo assist per il gol di Ella Toone nella finale del 2022 – in avanti per la Russo. La difenditrice spagnola Carmona tuttavia recuperò la palla allontanandola. Un minuto dopo, del Castillo ebbe una nuova occasione ma mandò il suo tiro a lato; sul capovolgimento di fronte Kelly costrinse Coll a una parata strepitosa dopo essere stata servita da Toone. Spagna e Inghilterra si sono scambiate di nuovo gli attacchi prima che Putellas venisse sostituita Pina e la Russo da Agyemang. Nel giro di pochi minuti Pina tirò ma Hampton deiò due volte in calcio d'angolo. La Spagna batté poi una punizione che trovò Carmona a cui il pallone fu tolto efficacemente dall'attaccante inglese Agyemang. L'Inghilterra giocò un'altra sequenza di passaggi che portarono la capitana Williamson al tiro che finì oltre la porta. La Spagna rispose con un tiro di Caldentey bloccato e un calcio d'angolo battuto debolmente. Le due squadre continuarono a effettuare attacchi fino al 90' minuto; la Spagna sostituì due delle tre attaccanti e mantenne il possesso palla per la maggior parte dei minuti di recupero, senza tuttavia creare buone occasioni. Così, i tempi regolamentari si sono chiusi sull'1-1, portando quindi la partita ai supplementari.

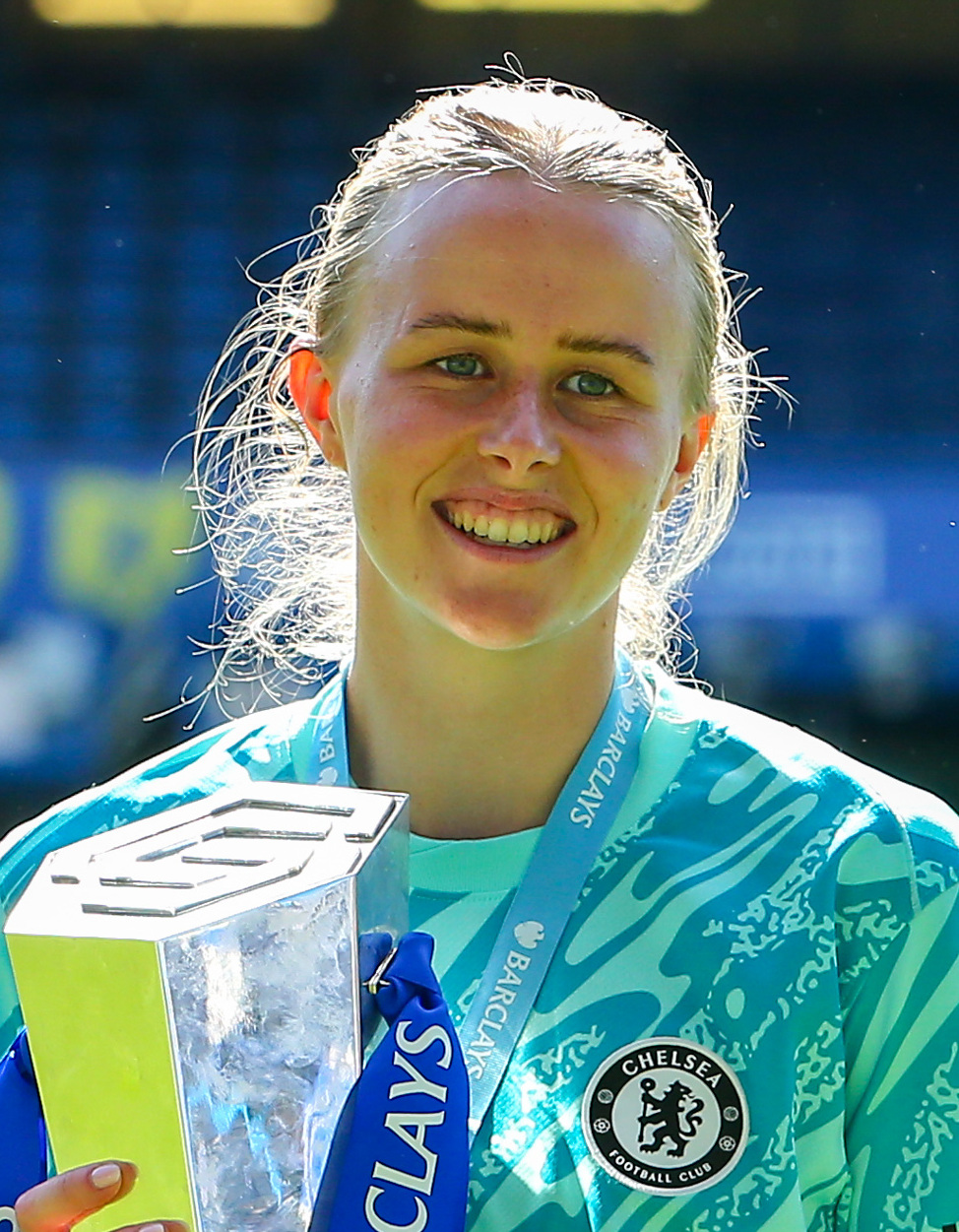
Hannah Hampton è stata nominata migliore giocatrice in campo dopo aver effettuato numerose parate durante la partita e nei calci di rigore.

Fin dai primi minuti dei tempi supplementari il possesso palla è stato equamente suddiviso. La Spagna ebbe un calcio d'angolo che venne ben respinto dalla difesa inglese, poi provò a giocare con un lancio lungo che finì dritto ad Hampton. Per l'Inghilterra Walsh provò a servire Stanway la quale non riuscì a raggiunge il pallone, e la Spagna rispose con un tiro di López che venne bloccato. Pochi minuti dopo Bronze si infortunò al ginocchio e venne medicata in campo prima di decidere di continuare a giocare. Negli ultimi cinque minuti del primo tempo supplementare Inghilterra e Spagna si sono nuovamente scambiate attacchi e blocchi.
Durante l'intervallo l'Inghilterra sostituì Bronze con Charles e la Spagna sostituì Carmona con Ouahabi. Nei primi cinque minuti del secondo tempo supplementare la Spagna creò alcune piccole occasioni prima che le squadre si scambiassero nuovamente sequenze offensive, con le occasioni della Spagna che aumentavano: dopo che il cross di López per Paralluelo non venne capitalizzato, la stessa López provò un tiro da fuori mandando la palla alto. Stanway venne in seguito sostituita da Clinton dopo essere rimasta a terra per infortunio; l'Inghilterra ottenne un calcio d'angolo un minuto dopo, ma dovette ripeterlo a causa della posizione di Clinton. Tuttavia Coll catturò il pallone con sicurezza. Dall'altra parte anche Hampton catturò in modo sicuro un lancio lungo della Spagna. A un minuto dalla fine dei tempi supplementari l'Inghilterra sembrava aver conquistato una punizione per un fallo su Agyemang, prima che l'arbitra la assegnasse alla Spagna; Walsh respinse il successivo tentativo. Non si vennero a creare ulteriori occasioni nei due minuti di recupero, pertanto per la seconda volta nella storia, dopo la finale del 1984 (anche in quel caso l'Inghilterra era finalista), il trofeo dovette essere assegnato ai rigori.
La prima a tirare fu Mead che scivolò durante la battuta; sebbene inizialmente fosse andata a segna l'arbitra ha stabilito che il suo scivolone fosse un doppio tocco al pallone e che il rigore andava ripetuto, ma stavolta fu parato da Coll. Guijarro portò la Spagna in vantaggio per 1-0 con un tiro rasoterra al centro. Greenwood, che aveva sbagliato contro la Svezia, stavolta segnò con un tiro potente sulla destra, mentre Hampton parò il tiro di Caldentey pareggiando il punteggio. Charles segnò e Hampton ha parò il tiro di Bonmatí, portando l'Inghilterra in vantaggio per 2-1. Sia Williamson e Paralluelo non riuscirono a segnare: il tiro di Williamson fu parato da Coll, mentre Paralluelo calciò fuori. Kelly, che in precedenza era stata l'eroeina dei rigori per l'Inghilterra, trasformò con successo il rigore decisivo con un tiro potente. L'Inghilterra ha vinto i rigori per 3-1 laureandosi campione d'Europa per la seconda volta consecutiva.

## Tabellino
| Arbitro: | Frappart |

|                                         |                      |                                       |
| Russo 57’                               | Marcatori            | 25’ Caldentey                         |
| Mead Greenwood Charles Williamson Kelly | Tiri di rigore 3 – 1 | Guijarro Caldentey Bonmatí Paralluelo |

| Inghilterra | Spagna |

| Inghilterra (4-3-3) |    |                   |     |      |
|                     |    |                   |     |      |
| P                   | 1  | Hannah Hampton    |     |      |
| D                   | 2  | Lucy Bronze       | 59’ | 106’ |
| D                   | 6  | Leah Williamson   |     |      |
| D                   | 16 | Jess Carter       |     |      |
| D                   | 5  | Alex Greenwood    |     |      |
| C                   | 10 | Ella Toone        |     | 87’  |
| C                   | 4  | Keira Walsh       |     |      |
| C                   | 8  | Georgia Stanway   |     | 115’ |
| A                   | 11 | Lauren Hemp       | 95’ |      |
| A                   | 23 | Alessia Russo     | 58’ | 71’  |
| A                   | 7  | Lauren James      |     | 41’  |
| A disposizione:     |    |                   |     |      |
| A                   | 18 | Chloe Kelly       |     | 41’  |
| A                   | 17 | Michelle Agyemang |     | 71’  |
| A                   | 9  | Bethany Mead      |     | 87’  |
| D                   | 3  | Niamh Charles     |     | 106’ |
| C                   | 14 | Grace Clinton     |     | 115’ |
| CT:                 |    |                   |     |      |
| Sarina Wiegman      |    |                   |     |      |

| Spagna (4-3-3)  |    |                      |  |      |
|                 |    |                      |  |      |
| P               | 13 | Cata Coll            |  |      |
| D               | 2  | Ona Batlle           |  |      |
| D               | 4  | Irene Paredes        |  |      |
| D               | 14 | Laia Aleixandri      |  |      |
| D               | 7  | Olga Carmona         |  | 106’ |
| C               | 6  | Aitana Bonmatí       |  |      |
| C               | 12 | Patricia Guijarro    |  |      |
| C               | 11 | Alexia Putellas      |  | 71’  |
| A               | 10 | Athenea del Castillo |  | 89’  |
| A               | 9  | Esther González      |  | 89’  |
| A               | 8  | Mariona Caldentey    |  |      |
| A disposizione: |    |                      |  |      |
| A               | 20 | Claudia Pina         |  | 71’  |
| A               | 18 | Salma Paralluelo     |  | 89’  |
| C               | 19 | Vicky López          |  | 89’  |
| D               | 15 | Leila Ouahabi        |  | 106’ |
| CT:             |    |                      |  |      |
| Montserrat Tomé |    |                      |  |      |

| Assistenti arbitrali: Camille Soriano (Francia) Francesca Di Monte (Italia) Quarto ufficiale: Maria Sole Ferrieri Caputi (Italia) VAR: Willy Delajod (Francia) Assistenti al VAR: Christian Dingert (Germania) Dennis Higler (Paesi Bassi) | Regole incontro: - 90 minuti. - 30 minuti di tempi supplementari se necessario. - Tiri di rigore se l'incontro finisce in parità. - Dodici atlete a disposizione come sostituti. - Cinque sostituzioni massime durante l'incontro, di cui una sesta consentita nei tempi supplementari. |